# Dogmat o nieomylności papieża

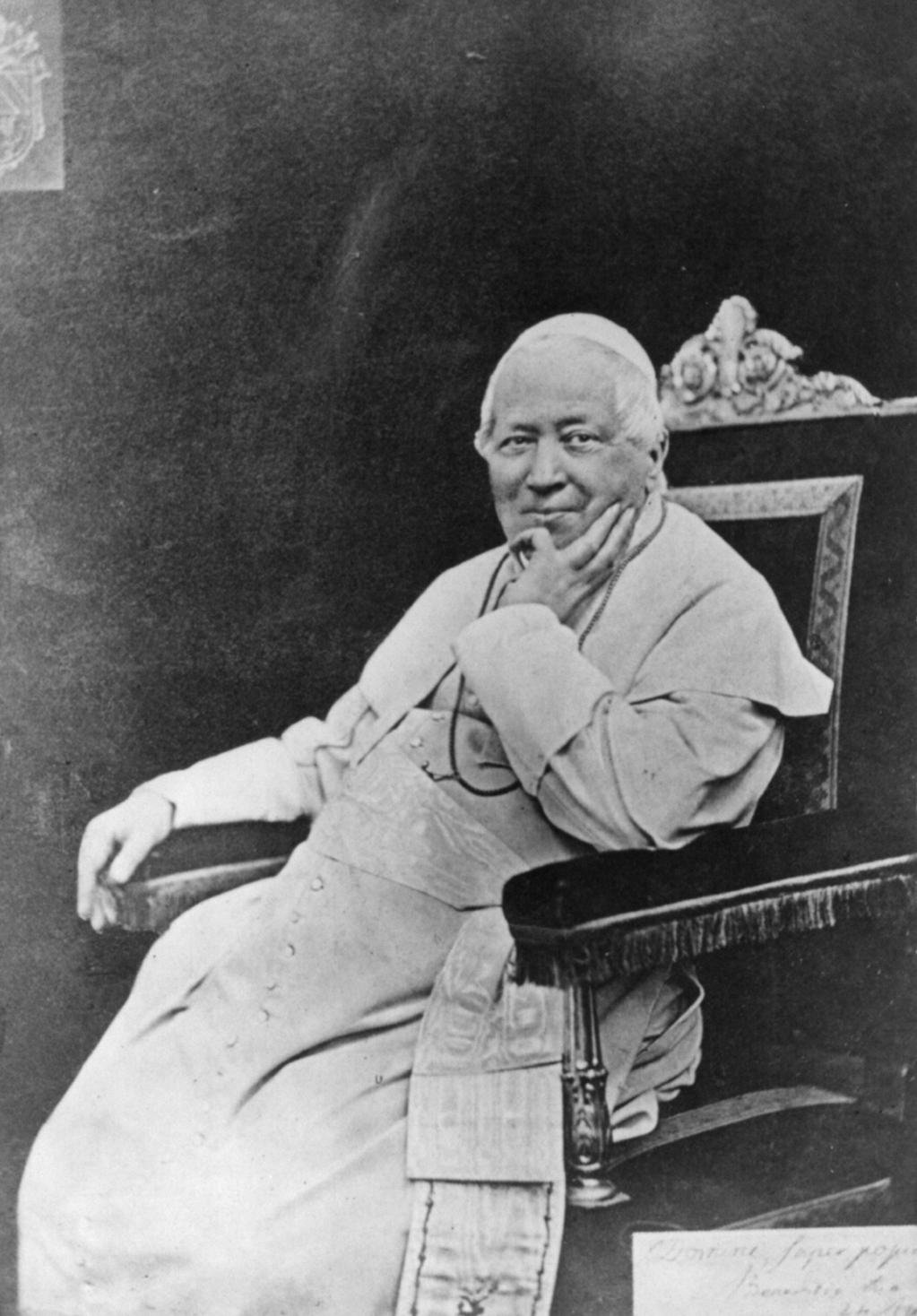
bł. Pius IX – inicjator soboru watykańskiego I

Dogmat o nieomylności papieża – dogmat katolicki, ogłoszony w 1870 roku na soborze watykańskim I w konstytucji dogmatycznej Pastor aeternus (Konstytucja o Kościele Chrystusowym). Dogmat ten odnosi się do tzw. nauczania ex cathedra. Nieomylność papieża należy rozumieć jako bezbłędność w sprawach wiary i moralności, nie zaś w sprawach codziennych.
Ustanowienie tego dogmatu spotkało się ze sprzeciwem części duchownych i wiernych, w wyniku czego w 1870 powstał starokatolicyzm.

## Treść dogmatu
Konstytucja powstała na IV sesji soboru i jest wynikiem prac 37 kongregacji lokalnych. Zawiera ona nie tylko definicję dogmatu, ale również teologiczne uzasadnienie jego ogłoszenia. Według ojców soboru nauka o nieomylności papieża jest ściśle związana z jego prymatem oraz biblijnym zapewnieniem Jezusa o stałości wiary Piotra Apostoła, którego papież jest następcą. Jej potwierdzenie znaleźć można również w tradycji Kościoła i w nauczaniu wcześniejszych soborów.

(...) Za zgodą świętego Soboru nauczamy i definiujemy jako dogmat objawiony przez Boga, że Biskup Rzymski, gdy mówi ex cathedra – tzn. gdy sprawując urząd pasterza i nauczyciela wszystkich wiernych, swą najwyższą apostolską władzą określa zobowiązującą cały Kościół naukę w sprawach wiary i moralności – dzięki opiece Bożej przyrzeczonej mu w osobie św. Piotra Apostoła posiada tę nieomylność, jaką Boski Zbawiciel chciał wyposażyć swój Kościół w definiowaniu nauki wiary i moralności. Toteż takie definicje są niezmienne same z siebie, a nie na mocy zgody Kościoła. 

Jeśli zaś ktoś, co nie daj Boże, odważy się tej naszej definicji przeciwstawić, niech będzie wyłączony ze społeczności wiernych.

## Zastosowanie
Papieskie wypowiedzi nieomylne zaistniały przede wszystkim we wcześniejszych wiekach, kiedy sama idea nieomylności papieskiej nie była zdogmatyzowana. Orzeczenia te zapadały przeważnie wtedy, gdy toczyły się żywe debaty i spory teologiczne pomiędzy różnymi stronnictwami, działającymi zarówno wewnątrz, jak i na zewnątrz Kościoła (np. spory na temat łaski i usprawiedliwienia, kwietyzm, jansenizm, etc.). Wiele dokumentów źródłowych, zawierających wypowiedzi dogmatyczne usystematyzowano i wydano w 1854 w zbiorze opracowanym przez Heinricha Denzingera zatytułowanym Enchiridion symbolorum, definitionum et declarationum de rebus fidei et morum, który działał na polecenie Piusa IX. W 1963 roku ukazało się 32 wydanie, uwspółcześnione i przeredagowane przez A. Schonmetzera. Kolejne wydania Enchiridionu są wznawiane i aktualizowane o kolejne dokumenty źródłowe wiary katolickiej (m.in. wypowiedzi papieskie i soborowe).
Pomimo istnienia wielu dokumentów papieskich, nie wydano żadnego zestawienia papieskich wypowiedzi nieomylnych. Częściowe zestawienia takich wypowiedzi można znaleźć w różnych opracowaniach, z których w języku polskim jest Breviarium Fidei. Wybór doktrynalnych wypowiedzi Kościoła, opracowane pod kierunkiem jezuitów – Stanisława Głowy i Ignacego Bokwy. Status kanoniczny zawartych w tym opracowaniu wypowiedzi jest z reguły podany w poprzedzających je wstępach.
Dwoma przypadkami papieskich wypowiedzi, w których katoliccy teolodzy zgadzają się co do tego, iż są to wypowiedzi o statusie ex cathedra, są:
- ustanowienie dogmatu o Niepokalanym Poczęciu Najświętszej Maryi Panny w bulli Ineffabilis Deus papieża Piusa IX (wydanej przed sformułowaniem dogmatu o nieomylności),
- ustanowienie dogmatu o wniebowzięciu Najświętszej Maryi Panny w konstytucji Munificentissimus Deus papieża Piusa XII.

## Opozycja i krytyka
Część duchownych i teologów katolickich nie chciała zaakceptować tego dogmatu, uważając go za nieuzasadniony i niemożliwy do obrony na gruncie historii Kościoła. Jeszcze w trakcie obrad soboru grupa 14 profesorów niemieckich historyków i teologów katolickich skupionych wokół Johanna Döllingera opublikowała Der Papst und das Konzil, w którym wykazano błędy w nauczaniu papieży, a kwestię nieomylności papieskiej przedstawiono jako główny punkt zabiegów ultramontanistów i jezuitów, pragnących przywrócenia stosunków średniowiecznych. Autor tego protestu – Johann Döllinger został ekskomunikowany 17 kwietnia 1871 roku. Ekskomunika ta przypieczętowała rozłam i utworzenie Kościoła starokatolickiego.
Opór wobec dogmatu przejawiali także niektórzy uczestnicy soboru, którzy na znak protestu opuścili go, nie chcąc uczestniczyć w głosowaniu końcowym nad dogmatem.
W 1872 Otto von Bismarck wydał okólnik, w którym sugerował, że ogłoszenie dogmatu o nieomylności papieża i potwierdzenie jego prymatu ma wyłącznie kontekst polityczny. Obawiał się bowiem, że papież przejmie władzę jurysdykcyjną w niemieckich diecezjach i będzie powoływać na ordynariuszy biskupów, którzy wobec II Rzeszy staną się urzędnikami obcego władcy, a mianowicie takiego władcy, który na mocy swej nieomylności jest władcą całkowicie absolutnym, bardziej niż jakikolwiek absolutny monarcha świecki. Przeciw tej opinii wystąpił episkopat Niemiec wydając w 1875 Oświadczenie na temat stosunku prymatu do urzędu biskupiego.
Dogmat został w pełni zaakceptowany dopiero w 1881 roku, kiedy to ostatni jego przeciwnik, biskup Josip Juraj Strossmayer, ostatecznie uznał papieską nieomylność.
Problem jednak pozostał, a teolog i duchowny rzymskokatolicki Hans Küng nawołujący do debaty na temat dogmatu o nieomylności papieża przez Jana Pawła II został usunięty z katedry teologii. Krytykę dogmatu zawarł Küng w pracy Nieomylny? Publikacja została wydana w Polsce w 1995.
Niektóre wyznania chrześcijańskie argumentują, że nie ma jednoznacznych dowodów w Biblii, które wskazywałyby na nieomylność papieża. W szczególności, protestancka zasada "Sola Scriptura" mówi, że Biblia jest jedynym autorytatywnym źródłem nauk chrześcijańskich, a papież i inne autorytety kościelne powinny być jej podległe. Uważają też, że dogmat ten nadaje papieżowi autorytet równy samemu Bogu.